# Adrian Gaertner
Adrian Gaertner (* 9. Juni 1876 in Thalgau; † 11. Mai 1945 in Mittelsteine, Landkreis Glatz) war ein deutscher Geologe, Mineraloge, Physiker und Bergbauunternehmer sowie Gegner des Nationalsozialismus. Zudem war er Aufsichtsrat des Breslauer Elektrizitätswerks Schlesien AG und Mitglied der Industrie- und Handelskammer Schweidnitz.

## Leben
Adrian Gaertner war ein Sohn des Fabrikanten Nicolaus Gaertner, dessen Vorfahren aus Lothringen stammten. Nach dem Besuch der Salzmannschule Schnepfenthal und eines Gymnasiums in Bonn studierte er Geologie, Mineralogie und Physik in München. 1894 wurde er im  Corps Brunsviga München aktiv. Am 17. Januar 1895 aufgenommen, war er dreimal Consenior. Als Inaktiver wechselte er zum Sommersemester 1896 an die Universität Rostock, wo er 1897 mit der Dissertation „Über Vivianit und Eisenspat in mecklenburgischen Mooren“ zum Dr. phil. promoviert wurde. Er erwarb die deutsche Staatsbürgerschaft und vermählte sich 1901 mit Kunigunde Linnartz, einer Tochter des Industriellen Gustav Linnartz. Auf dessen Bitte übernahm er 1901 die Leitung der von Linnartz 1897 erworbenen Wenceslaus-Grube in Mölke im damaligen Landkreis Neurode in der Grafschaft Glatz. Dort wurden zwischen 1902 und 1904 seine Kinder Ili Cäcilia, Alfred Nicolaus und Adrian Felix geboren.

## Wenceslaus-Grube
Unter Gaertners Leitung entwickelte sich die Wenceslaus-Grube schon bald zum modernsten Kohlenbergwerk Deutschlands. Durch Erschließung weiterer Kohlefelder, dem Abteufen neuer Schächte, Anlage leistungsfähiger Förderwege Unter Tage, bessere Arbeitsorganisation und Einsatz moderner Technik konnte die Jahresförderung von 135.000 im Jahre 1901 auf 584.000 Tonnen Kohle bis 1914 gesteigert werden. Die erzielten Gewinne wurden in die Firma reinvestiert, dienten aber auch zur Erhöhung der Löhne. Zudem wurden weitere Besitzungen in der Grafschaft Glatz sowie ein 10.000 Hektar großes Gut in Rytro im damals österreichischen Galizien erworben, das den Holzbedarf der Wenceslaus-Grube decken sollte. Für seine Leistungen verlieh ihm die Technische Hochschule Breslau die Ehrendoktorwürde; die Kaiser-Wilhelm-Gesellschaft zur Förderung der Wissenschaften berief ihn zu ihrem Mitglied.
Im Ersten Weltkrieg nahm Gaertner als Rittmeister und Adjutant am Feldzug in Ostpreußen teil. Die Leitung der Wenceslaus-Grube übernahm vertretungsweise sein Schwiegervater Gustav Linnartz, der seinen Wohnsitz nun auch nach Mölke verlegte. Noch vor dem Krieg hatte Gaertner sein Gut im galizischen Rytro an den Grafen Potocki verkauft.
Nach der Niederlage im Ersten Weltkrieg, die auch den Verlust der lothringischen Besitzungen von Gaertners Schwiegervater zur Folge hatte, kam es auch in Mölke zu Arbeiterunruhen unter der Belegschaft. Nachdem Gaertner in einer Betriebsversammlung sein Konzept für die Zukunft erläutert hatte, wurde er zum Vorsitzenden des Arbeiter- und Soldatenrates gewählt. Neben Lohnerhöhungen setzte sich Gaertner für bessere Wohnverhältnisse der Arbeiter ein. Im Werk wurde eine Krankenstation eingerichtet und Zuschüsse für Erholungsmaßnahmen der Bergleute bewilligt. Zudem beteiligte er sich an der Finanzierung des Knappschaftskrankenhauses in Neurode. Trotz der politisch schwierigen Verhältnisse gelang es Gaertner, weitere Arbeitsbereiche zu verbessern. 1919/20 führte er Elektrolokomotiven auf der dritten Sohle ein, die 60 Wagen mit 20 km/h ziehen konnten. 1923 wurden Unter Tage Förderbänder installiert und 1924 Versuche mit dem Bergius-Pier-Verfahren unternommen. Damals waren 4600 Mitarbeiter beschäftigt. Infolge der Inflation musste Gaertner die Wenceslaus-Grube an das Breslauer Elektrizitätswerk Schlesien verkaufen, wurde jedoch als Generaldirektor eingesetzt. Deutlich bessere Arbeitsbedingungen wurden 1926 erreicht, als er die lückenlose elektrische Beleuchtung Unter Tage und zwei Jahre später in einem der Flöze einen vollautomatischen Kohlenabbau einführte. Trotzdem wurden Entlassungen notwendig. Die Weltwirtschaftskrise von 1929 überstand die Wenceslaus-Grube besser als andere Gruben. Einen schweren Schlag erlitt sie am 9. Juli 1930 durch einen Kohlensäureausbruch, bei dem 151 Bergleute den Tod fanden. Da weder das E-Werk Schlesien noch die Preußische Regierung Mittel für einen Weiterbetrieb bereitstellen, wurde die Wenceslaus-Grube am 28. Januar 1931 stillgelegt, wodurch 2600 Bergleute arbeitslos wurden. Am 17. März 1931 trat Adrian Gärtner als Generaldirektor zurück.

## Die Ziegelei in Mittelsteine
Zur Erschließung neuer Kohlenfelder erwarb Gaertner vom Freiherrn Lüttwitz Gelände in Mittelsteine, das ebenfalls zum Landkreis Neurode gehörte, der jedoch 1932 mit dem Landkreis Glatz zusammengelegt wurde. Gaertner verlegte seinen Wohnsitz auf den dortigen Jesuitenhof. Das zugehörige Gut baute er zu einem landwirtschaftlichen Musterbetrieb aus. Da Versuchsbohrungen nur wenig ertragreiche Flöze ergaben, übernahm er auf der erworbenen Fläche eine Ziegelei mit einer Tonlagerstätte. Diese baute er unter der Firmenbezeichnung „Ziegelwerke Mittelsteine Dr. Adrian Gaertner“ zu einer der modernsten Ziegeleien Deutschlands aus. Zur Stromversorgung erwarb er englische Dampfmaschinen und reduzierte die Transportkosten durch die Anlage von Gleisen sowie einen eigenen Gleisanschluss. Durch innovative Erfindungen konnte die Produktpalette erweitert werden. Produziert wurden u. a. Mauersteine, Wandplatten, Gittersteine, Drainageröhren, Dachpfannen und Firststeine. Da die Ziegelei als kriegswichtiger Stromversorger eingestuft worden war, konnte sie bis zur Kapitulation der Wehrmacht 1945 produzieren. Während des Krieges musste Gaertner Schikanen durch das NS-Regime erdulden, vor allem wegen Verleumdungen und Denunzierung durch den Mittelsteiner Bürgermeister Lessing, der zudem u. a. die Unabkömmlichkeit wichtiger Mitarbeiter verhinderte und zugleich die gute Behandlung der Fremdarbeiter in Gaertners Betrieb anprangerte.

## Verfolgung durch die Nationalsozialisten
Nachdem Gaertners Schwiegersohn, der Generalmajor Hellmuth Stieff wegen seiner Beteiligung am Attentat vom 20. Juli 1944 am 8. August 1944 hingerichtet worden war, wurden in seinem Nachlass auch Briefe und eine Denkschrift Gaertners gefunden, die ihn politisch belasteten. Am 16. August wurden Adrian Gaertner und seine Tochter Ili Cäcilia verhaftet und im Glatzer Gefängnis inhaftiert. Gaertners Sohn wurde zu einer Zwangsarbeit in einer Sandgrube abkommandiert und der Familienbesitz in Thalgau eingezogen. Am 9. September 1944 wurde Gaertner aus dem Gefängnis entlassen, seine Tochter kam am 10. November 1944 frei. Am 9. Dezember 1844 wurde Gaertner von der Gestapo erneut verhaftet und fünf Monate im Glatzer Gefängnis festgehalten, wo er wiederholt verhört, aber nach eigenen Angaben korrekt behandelt wurde. Er hatte Schreiberlaubnis und durfte Familienangehörige sowie Firmenverantwortliche sprechen. Drei Wochen vor Kriegsende wurde Gaertner am 20. April 1945 aus dem Gefängnis entlassen. Einen Tag später beging der Mittelsteiner Bürgermeister Lessing Selbstmord. Daraufhin richtete Gaertner in Mittelsteine eine provisorische Gemeindeverwaltung ein und setzte Wilhelm Bittner als Bürgermeister ein.

## Kriegsende und Übergang an Polen
Als am 9. Mai 1945 die Rote Armee Mittelsteine besetzte, wurde Gaertner von dieser höflich behandelt. Am 11. Mai 1945 wurde er zu einem Überfall gerufen. Als er am Tatort eintraf, wurde er von neu angekommenen, plündernden Polen erschossen. Seine Beisetzung fand unter dem Schutz einer russischen Wache statt. Sein Haus mit der wertvollen Einrichtung wurde geplündert. Gaertners Witwe und ihr Enkel Peter wurden 1946 wie die meisten Deutschen vertrieben. Gärtners Grab wurde verwüstet.
Mit Unterstützung polnischer Freunde gelang es Gaertners Enkel Peter, am 29. Mai 2004 die Gebeine seines Großvaters auf den ehemaligen Friedhof an der Mittelsteiner Kirche umzubetten. An der Beisetzung mit einem feierlichen Akt nahmen ehemalige und heutige Bewohner von Mittelsteine / Ścinawka Średnia teil. Der Grabstein enthält eine zweisprachige Inschrift:

„Fest im Glauben 

Mutig im Kampf gegen Unterdrückung und Unrecht 

Selbstlos im Einsatz für seine Mitmenschen 

Bedeutend für Wirtschaft und Handel 

Eintretend für Freundschaft und Versöhnung 

zwischen Deutschland und Polen“

## Auszeichnungen
- Eisernes Kreuz II. und I. Klasse, im Ersten Weltkrieg
- Dr.-Ing. E. h. der Technischen Hochschule Breslau

## Schriften
- Die Notlage des niederschlesischen Bergbaues, ihre Ursachen, Folgen und Beseitigung, Waldenburg, 1913.